# Mercure natif

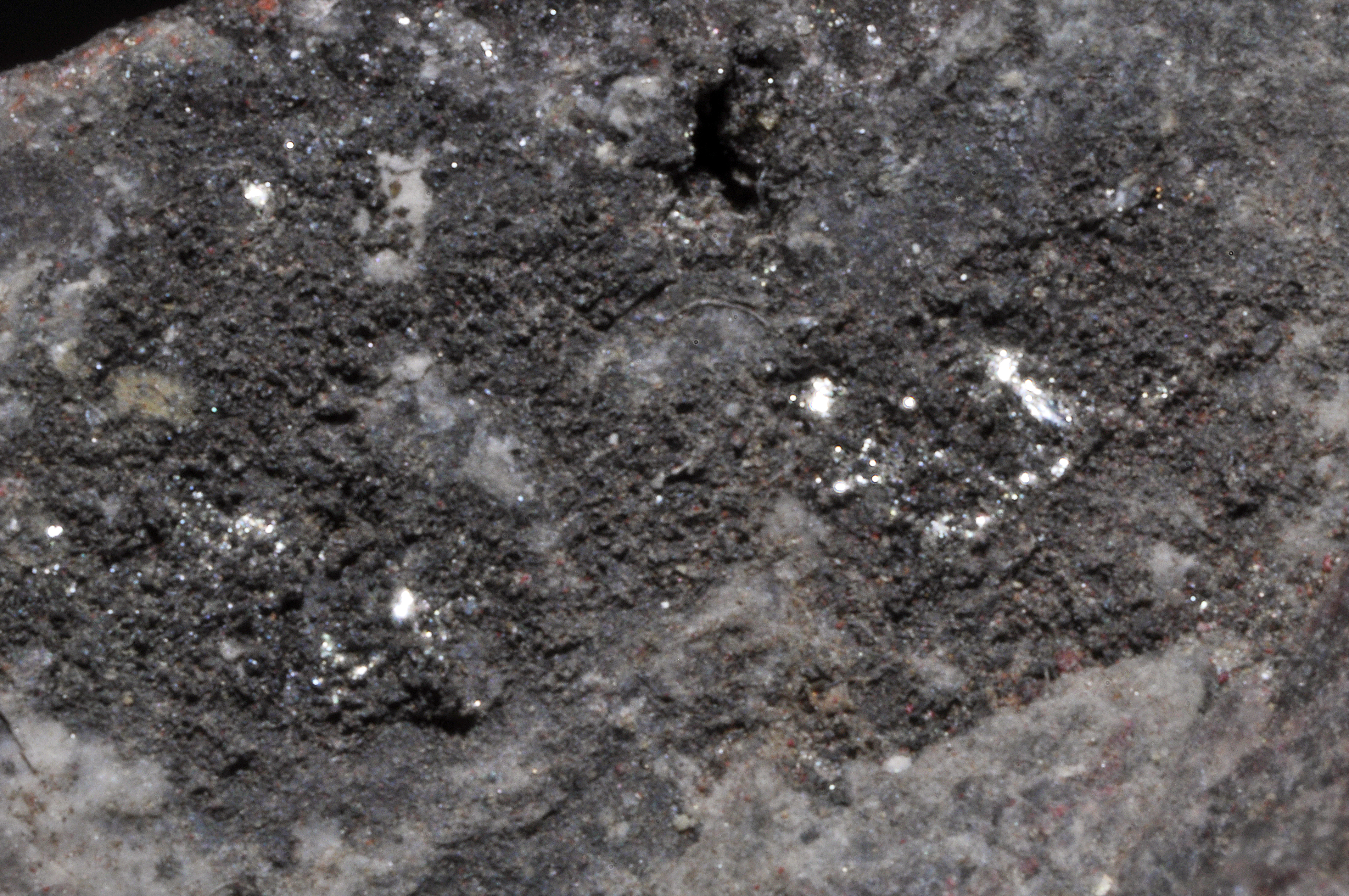
Bille de mercure natif émergeant de la roche altérée, Almadén, Espagne.

Le mercure natif est une espèce minérale naturelle, corps simple métallique liquide et très dense, constitué de l'élément chimique mercure (noté Hg). C’est le seul minéral à l'état liquide qui appartient à la classe minéralogique des éléments natifs, en particulier des métaux natifs. Il est assez rare.
Il se présente le plus communément à température ambiante en petites gouttelettes ou parfois en poches, qui ne dépassent bien souvent que quelques kilogrammes. Sa pression de vapeur n'est pas négligeable. Il n'est solide qu'au-dessous de −39 °C sous pression atmosphérique.
Ce corps simple toxique souvent associé à l'or et l'argent avec lesquels il forme facilement des amalgames, est présent dans les dépôts hydrothermaux de basse température qui se manifestent très communément par des dépôts veineux récents de calcite, des sources chaudes ou parfois dans les fumerolles à plus hautes températures.

## Historique de la description et de l'appellation
Son nom actuel est lié par la tradition des correspondances analogiques de l'alchimie antique et médiévale à la planète Mercure et au dieu gréco-romain des messagers, des marchands et des voyageurs Mercure qui la nommait par sa course rapide, deux anciens symboles de la mobilité. Ce terme chimique est apparenté au mot latin merx, mercis signifiant marchandise.
Ce singulier métal, connu de toute antiquité qu'elles soient méditerranéenne ou phénicienne, perse, chinoise, indienne, se nomme en latin savant hydrargyrum, d'un mot grec signifiant eau d'argent ou argent liquide, lorsqu'il vient de la transformation artificielle, une réduction chimique réalisée par chauffage au charbon de bois, du cinabre ou sulfure de mercure rouge. Les Romains nommaient selon leur propre tradition argentum vivum ce curieux métal natif observable dans les mines de cinabre. Il a donné son nom à l'élément chimique noté Hg par Berzélius. Il se nommait hydrargyre ou communément vif-argent en français qui a conservé le double héritage gréco-romain, il se nomme différemment[Quoi ?] quicksilver en anglais, Quecksilber en allemand, preuve d'une autre tradition métallurgique, mais très similaire. Le liquide dense et métallique blanc d'argent déposé sur une surface lisse se disperse en gouttelettes qui semblent fuir à qui mieux mieux, voilà qui justifie la dénomination argentum vivum ou vif-argent.
Ses alliages, parfois très aisées à réaliser, sont nommés amalgames.

## Cristallographie et cristallochimie
La maille de son système cristallin est isométrique et tétragonale. 
Le système cristallin peut être considéré comme liquide. Ce corps minéral à éclat métallique vif et brillant est, en dessous de −39 °C à pression ambiante, un solide très tendre, mou et ductile.
Il s'agit d'un réseau d'ions Hg2 plus ou parfois d'ions Hg22 plus empilés et recouvert par une mer de Fermi constituée d'une foule d'électrons. 

## Propriétés physiques et chimiques, toxicologie
Il s'agit d'un métal blanc brillant, liquide à température et pression ambiante, de densité de l'ordre de 13,6. Pur, il est stable à l'air et insoluble dans l'eau. Ce métal quasi-noble ne mouille que très rarement les surfaces des corps de contact, d'où sa mise en forme de boulettes ou globules mobiles.
Il se solidifie à −38,8 °C avec une notable contraction de volume. Qu'il soit liquide ou encore solide de densité approchant 14,5, il s'agit d'un bon conducteur de l'électricité, même si sa conductivité n'est que 2 % de celle du cuivre. Sa résistivité électrique est de l'ordre de 940. 10-9 Ω⋅m à température ambiante.
Il s'agit d'un mauvais conducteur thermique. Ce corps métallique liquide présente un coefficient de dilatation thermique assez important, d'où autrefois son usage dans les thermomètres et les unités anciennes de pression en hauteur de mercure, par exemple millimètre de Hg, décimètre de Hg. Le mercure est diamagnétique.
Le mercure natif est entièrement volatil à 360 °C. La densité de vapeur est de l'ordre de 6,9 à 440 °C. Il se volatilise d'ailleurs sous l'aspect de fumées denses, néanmoins sa vapeur pure composée d'atomes de mercure isolés est incolore et inodore, et se condense sur n'importe quelle surface froide. Le métal mercure est un prototype de dépôts métalliques en phase vapeur. Sa vapeur est utilisée dans les lampes pour rayons ultraviolets.
Il faut procéder sous vide pour le distiller ou le purifier, à défaut sous atmosphère inerte. Le mercure s'oxyde lentement au contact de l'air, surtout en présence de traces de vapeur d'eau et/ou d'autres impuretés métalliques, l'oxydation s'accélère sous des radiations UV, et surtout à des températures croissante en un corps noir ou gris. L'oxydation est très rapide à 350 °C et ce procédé de sublimation engendre l'oxyde rouge ou précipité perse.
2 Hg métal liquide + O2 gaz  →  2 HgO2 masse solide d'oxyde rouge perse, instable au-delà de 400 °C → 2 Hg + O2
Il faut conserver le mercure à l'abri de l'air, dans des récipients scellés de façon hermétique. Le mercure, qu'il soit fabriqué et purifié par les chimistes et qu'il soit du mercure natif naturel, est fortement toxique.
D'autre part, il ne faut pas mettre en contact un métal noble ou précieux (or, argent...d'un bijou, d'une bague, d'un ustensile) avec du mercure, sous risque d'altération par contact (formation d'amalgame liquide, pâteux ou solide) causé par ce dernier. Le chimiste dit que le mercure métal est un solvant des métaux or, argent, cuivre, étain, cuivre... La formation de l'amalgame mercure-aluminium est d'ailleurs particulièrement violente.
Le soufre, le sélénium, le tellure ainsi que les gaz halogènes se combinent facilement au mercure dès la température ordinaire ou par léger chauffage.
Le mercure natif est insoluble dans les acides faibles, ou les acides forts dilués et à froid comme HCl aq, HBr aq, HI aq, H2SO4aq.
Les acides chlorhydrique et sulfurique concentrés attaquent à froid le mercure natif, mais l'attaque reste superficielle car il se forme une couche de passivation. Les acides forts à propriétés oxydantes, par exemple les acides sulfurique et nitrique concentrés et chauds,
l’attaquent et le dissolvent rapidement, avec formation de sels et dégagement, respectivement selon le cas, de dioxyde de soufre ou de vapeurs nitreuses. Notons que l'attaque est parfois explosive avec l’acide sulfurique à chaud. L'acide nitrique et l'eau régale peuvent le solubiliser.
Les solutions d’ammoniaque attaquent rapidement le métal en présence d’air ou d’oxygène alors que celles encore plus basiques de soude ou de potasse caustique restent sans effet.

### Analyse, distinction
Le mercure argental (Ag,Hg) est un amalgame naturel d'argent. Il est le plus connu, au point que le nom amalgame après avoir autrefois désigné une espèce minérale a été gardé pour désigner une variété d'argent.
Il existe une multitude d'amalgames naturels, par exemple l'amalgame d'or et de bismuth, observé par Bergmann. Chauffés entre 360 °C  et 500 °C, ces divers amalgames deviennent instables et se décomposent, laissant le mercure s'évaporer sous forme monoatomique. Notez que le chauffage en tube avec de la soude caustique de nombreux composés du Hg permet un test facile : il laisse sur les parois refroidies un miroir gris de Hg métal.  
Le mercure dispersé dans l'eau après agitation peut être analysé finement par spectroscopie. Il est possible de le faire précipiter par adjonction d'ions chlorure ou d'ions sulfure sous forme de chlorure mercurique et de sulfure de mercure.

### Toxicité
L'hydrargyrisme est le terme médical qui désigne ses intoxications graves, aiguës ou chroniques. Le DVIS ou danger immédiat pour la vie et la santé commence à 1,2 ppm ou 10 mg/m³. Le CL50 par inhalation chez le rat de laboratoire est inférieure à 19 mg/m³. La vapeur de mercure peut être tolérée jusqu'à la limite autorisée de 0,05 mg/m³.
Le contact fréquent, l'inhalation de mercure vapeur ou la présence de mercure dans des aliments peuvent causer maints dommages graves et irréversibles au cerveau (altérations de fonctions cérébrales entraînant chez les victimes des dégradations des facultés d'apprentissage, des changements de personnalités, des tremblements, une modification de la vision, la surdité et des pertes de mémoire), aux nerfs (Il forme divers neurotoxiques organométalliques qui perturbent le système nerveux en annihilant la coordination généralisée des muscles) et aux reins et à la vessie, ainsi qu'une multitude de réactions allergiques, parmi lesquelles des éruptions cutanées ou des irritations des poumons, des yeux, des muqueuses si ces parties du corps sont touchées ou sensibilisées. Le corps réagit globalement par des vomissements et des diarrhées. L'individu intoxiqué par ce poison est atteint de fatigues et de céphalées (maux de tête), de toux, de difficultés à respirer et de douleur prolongée à la poitrine évoluant vers un œdème pulmonaire. À long terme, ADN et chromosomes sont endommagés, l'élément mercure reprotoxique sous forme organométallique est mutagène et exerce une influence régressive de la reproduction, telle que l'accroissement de sperme endommagé chez l'homme et fausse couche chez la femme. 
Le mercure ne doit jamais être chauffé à l'air libre ; en effet, sa pression de vapeur étant importante, il peut être inhalé jusqu'à ce que mort s'ensuive car ses vapeurs ne paraissent nullement irritantes. L'ingestion d'une certaine quantité peut être aussi mortelle, bien qu'autrefois, il ait pu être employé comme corps pesant pour faire disparaître l'"enroulement intestinal".
Le cinabre non imprégné de mercure natif est le minéral de mercure le moins toxique.

## Gîtologie, occurrences et gisements
Il est produit par la réduction en zone superficielle des gisements de cinabre HgS, présent au sein des roches calcaires bitumineuses, des roches volcaniques ou encore des gîtes de thermalisme ancien ou récent. Il peut aussi être le produit du grillage (calcination thermique)  accidentel ou volontaire du sulfure de mercure. Il sort souvent de minuscules gouttelettes de mercure liquide des couches de cinabre rouge vif, parfois préalablement oxydées. Parfois le mercure se dispose en films, en couches plus ou moins épaisses ou s'agglomère en poches mercurielles insérées dans la roche. Cette accumulation peut être vidangée brusquement lors des travaux d'ouverture de mine par l'intermédiaire de fissures, causant les douches de mercure lorsque les plus grandes poches crèvent. Néanmoins ce phénomène causé par des travaux d'ampleur est très rare, car les gouttelettes ou les petits amas de mercure natif restent le plus souvent piégés dans les crevasses et les pores, imprégnant la roche et ses failles à l'échelle millimétrique.
Nicolas Lémery et Simon Morelot affirmaient dans leur Nouveau dictionnaire général des drogues simples et composées, que le mercure natif ou mercure vierge pouvait se retrouver en globules épars ou parfois en petites masses dans presque toutes les mines des composés de mercure. On le trouvait aussi dans les mines d'argent ou de plomb, parfois mêlé intimement à l'acide arsénieux ou oxyde blanc d'arsenic.
Les autres minerais connus à la Belle Époque, sont la tiemannite (séléniure de Hg), la coloradoïte (tellurure de Hg), la métacinabarite (sulfure noire de mercure), le calomel (chlorure de mercure) ou la livingstonite HgS.2Sb2S3.
La mine d'Almadén dans les hauts plateaux de la Manche à 300 km au sud de Madrid est un gisement d'origine volcano-sédimentaire, à base de cinabre, de calcite et de quartz, s'étendant sur une trentaine de kilomètres carrés. Cette ancienne mine de mercure, exploitée déjà sous le contrôle de l'armée romaine et peut-être phénicienne, la plus ancienne connue toujours en activité, contient parfois de petites poches ou des couches imprégnées de mercure natif. Il y est souvent recueilli dans des lits d'argiles.
Il existe des géodes contenant des poches de mercure dans la région de San José en Californie.
En Sicile, le mercure natif pouvait être retrouvé dans la craie.
Il peut être associé à des roches mercurifères, comprenant des composés mercuriels plus rares, comme l'oxyde orange montroydite ou les masses jaunâtres de calomel ou d'églestonite. 
Minéraux associés : métaux natifs, cinabre, calomel, montroydite, églestonite, calcite, dolomie, marbre, pyrite, quartz

### Gisements relativement abondants ou caractéristiques
- Mine de Ferdjouna, Constantinois, Algérie[11]
- Landsberg ou Moschellandsberg, Palatinat, en Allemagne
- Mines de cinabre du Hunan, Chine
- Mine d'Almadén, province de Ciudad Real, en Espagne

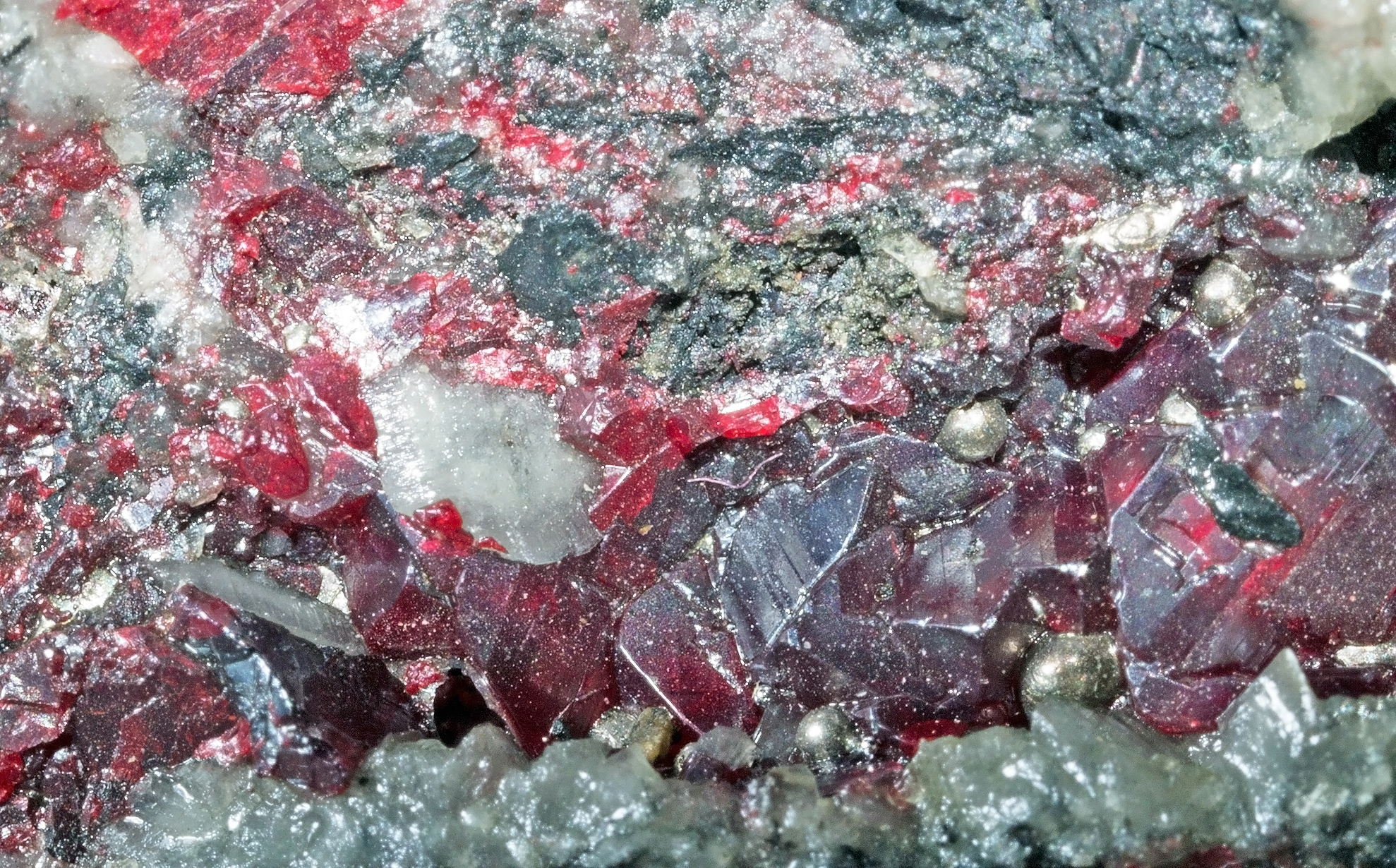
Gouttes de mercure natif sur cinabre rouge et calcite blanche, Mine Almadén, Ciudad Real, Castille-La Mancha, Espagne.

- New-Almadén au sud de San José dans les monts Santa Cruz, comté de Santa Clara, dans l'État de Californie
- Mine Socrates comté de Sonoma, district minier de New Idria, comté San Benito, et Monte Diablo, comté Kings Californie
- mine de Terlingua au Texas,
- mine des Challanches, Allemond, Isère, mine de Pessens (avec les barytes dans les calcaires du Tarn), Aveyron, Mines de cinabre de Réalmont, Tarn, France
- Finlande
- mine Levigliani à Stazzema, Alpes apuanes, et Monte Amiata, Toscane,  Italie
- mines abandonnées de Coromandel et de Mercury Bay, Nouvelle Zélande
- Mexique
- mine d'Huancavelica, Pérou
- Mine d'Avala, sur le mont dominant Belgrade en Serbie
- mine d'Idriya en Slovénie , autrefois Ydria en Frioul.

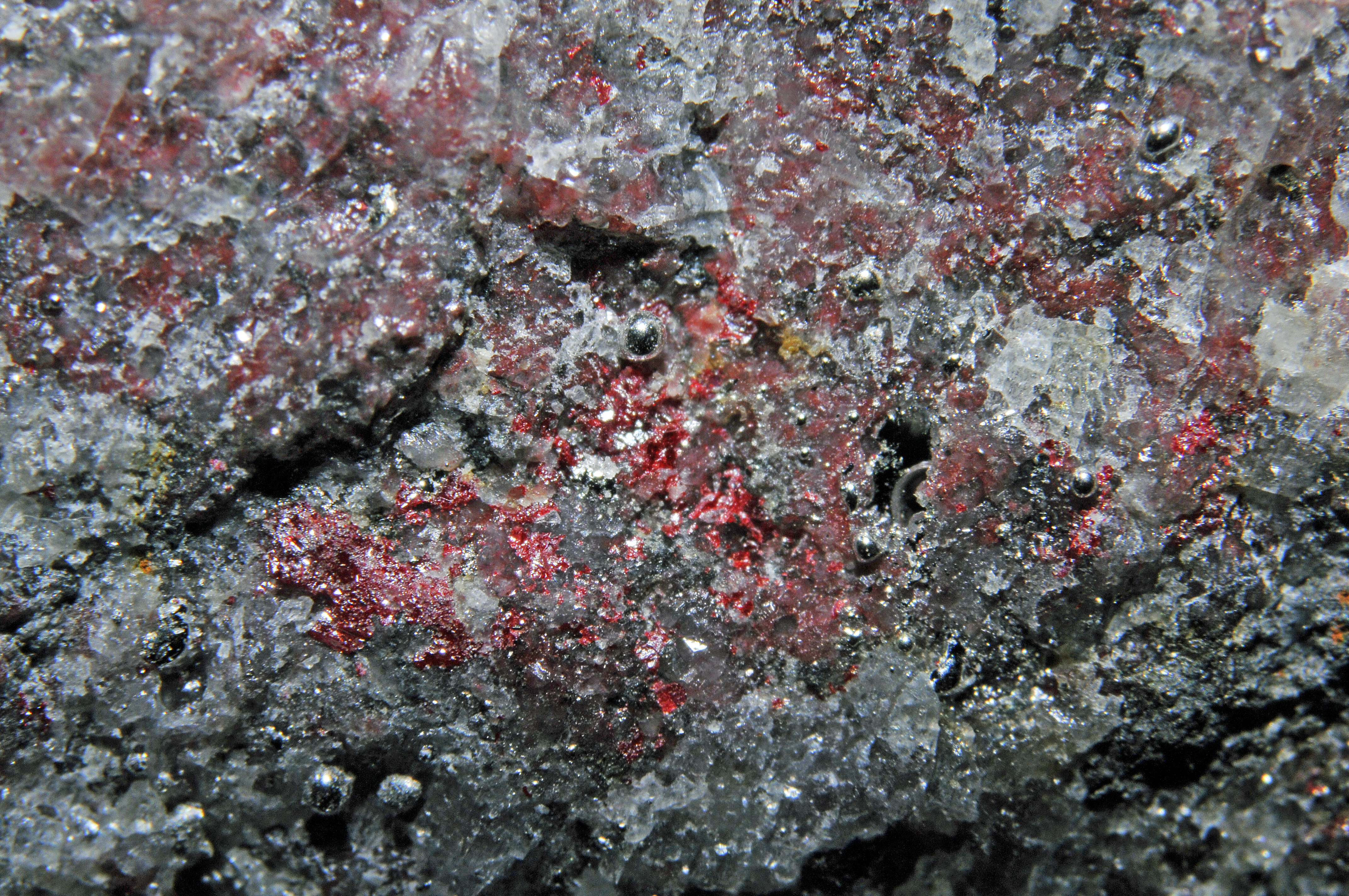
Gouttelettes de mercure natif suintant du cinabre, Veine New Hope de la mine de New Idria, monts Diablo, Comté san Benito, Californie.

- Turquie

## Usages
Le mercure natif n'est qu'un minerai rare ou occasionnel. Le mercure est communément obtenu par grillage du cinabre ou sulfure de mercure et autres minerais sulfurés, soit directement soit indirectement comme produits de récupération secondaire avec la blende ou autrefois la pyrite.
Notons que la réaction HgS solide rouge + O2 gaz →  SO2 gaz + Hg vapeur reste lente à 360 °C. Au delà de 400 °C, la production parasite de sulfate de mercure s'accroît. Très tôt, l'homme de l'art a réalisé une combustion doucement réductrice de minerai broyé finement (avec une aération ou phase air non négligeable) disposé en couches alternées de lits légers de charbon de bois autour de 600 °C. L'addition de chaux permettait en outre de piéger le soufre.
Le chaufournier pouvait obtenir du mercure liquide en chauffant le cinabre avec de la chaux vive, alors que le forgeron employait au lieu de chaux diverses rognures de fer. Une filtration de poussières, voire d'autres éliminations de restes indésirables, permettent d'obtenir une matière purifiable par distillation, opération par excellence pour les alchimistes.   
Le mercure, quelle que soit son origine, permet l'extraction de l'or et de l'argent très fins par amalgamation. Comme le corps simple mercure est assez volatil, l'amalgame est décomposable par la chaleur et il est facile par chauffage de l'ôter et de récupérer le ou les métaux précieux.
Il permet la fabrication de redresseur de courant de grande taille.
Il est utilisé en chimie par exemple pour les amorces en fulminate de mercure et en électrochimie, notamment encore pour certaines piles à boutons, les électrodes à gouttes de mercure (cathode liquide ou électrode à surtension d'hydrogène), les électrodes de référence au calomel
Il a été utilisé en thérapeutique. Il est un des premiers médicaments connus contre la syphilis. Il existait des pommades mercurielles à base de mercure métal ou de mercure natif, comme l'onguent napolitain ou l'onguent gris à teneur plus faible, ou des préparations nommées emplâtre de Vigo. Certains onguents mercuriels pouvaient autrefois être utilisés contre la gale, la plupart s'appliquaient à tous les petits maux ou comme panacée. Le calomel était aussi considéré comme un médicament, drastique tel quel, désinfectant sous forme de sublimé. 
Il a largement été utilisé en dentisterie, les plombages étant à l'origine des amalgames dentaires à base de mercure et d'étain, de cadmium et/ou d'argent.

### Histoire des sciences
Le mercure a joué un rôle considérable lors de la genèse des sciences exactes, en particulier la physique et la chimie au XVIIe siècle.
Il a servi à l'ancien élève de Galilée, Torricelli pour prouver l'existence du vide et de la pression atmosphérique menant à la mesure des pressions de vapeur. Ce liquide dense placé dans un appareil en verre a permis la conception des premiers baromètres, manomètres, tel que les jauges de Mac Leod(en) et autres thermomètres, des pompes à vide ainsi que de nombreux appareils de physique.
Encore à la fin du XVIIIe siècle, les manipulations de chimie pneumatique, ancêtre de la physico-chimie des gaz, marquent un net redressement de la chimie, permettant de quantifier fondamentalement l'approche de la matière par la loi de conservation. Lavoisier démontre avec l'oxyde rouge de mercure la composition de l'air.
Il a été utilisé pour l'étamage des glaces ou la réalisation des miroirs avec par exemple l'étain.